# Kurt Oppenländer
Kurt Oppenländer (* 11. Februar 1892 in Ulm; † 17. März 1947 in Garmisch-Partenkirchen) war ein deutscher Generalleutnant und Kommandeur der 305. Infanterie-Division (Wehrmacht) im Zweiten Weltkrieg.

## Leben
Kurt Oppenländer begann 1911 seine militärische Karriere als Fahnenjunker im Infanterie-Regiment „Großherzog Friedrich von Baden“ (8. Württembergisches) Nr. 126. 1912 wurde er nach erfolgreichem Besuch einer Kriegsschule zum Leutnant befördert. Vor dem Ersten Weltkrieg diente Oppenländer für einige Zeit im Infanterie-Regiment „Alt-Württemberg“ (3. Württembergisches) Nr. 121. Während des Krieges fungierte er als Zugführer und wurde 1916 zum Oberleutnant befördert. Im Sommer 1916 war er Führer der Sturm-Abteilung in der 26. Division unter Generalleutnant Wilhelm Karl von Urach an der Westfront. Im Juli 1917 war er bereits im Regimentsstab des 3. Württembergischen Infanterie-Regiments „Alt-Württemberg“ Nr. 121 und später im Dezember 1917 stellvertretender Kommandeur des II. Bataillons. 1918 folgte die Station als stellvertretender Regimentsadjutant des 3. Württembergischen Infanterie-Regiments „Alt-Württemberg“ Nr. 121. Während des Ersten Weltkriegs erlitt Oppenländer mehrere Verwundungen.
Bei Beendigung des Krieges diente er ab 1919 als Oberleutnant im Reichswehr-Schützen-Regiment 25 des Reichsheeres. Ein Jahr später wurde er als Bataillonsadjutant in das 13. (Württembergische) Infanterie-Regiment übernommen und verblieb auf dieser Position mehrere Jahre. Am 1. November 1922 wurde er zum Hauptmann befördert und 18 Tage später erfolgte die Hochzeit mit Elsa Kiefer. 1924 hatte er den Rang als Kompaniechef der 7. Kompanie des 13. Infanterie-Regiments in Ludwigsburg, vier Jahre später führte er die 12. MG-Kompanie des Regiments in Ulm an der Donau und wurde im April 1933 zum Major befördert, danach in den Infanterie-Ausbildungsstab Döberitz versetzt. 1935 enttarnten sich die Reichswehrverbände und wurden offiziell zur Wehrmacht erweitert. Am 15. Oktober 1935 wurde er zum Kommandeur des MG-Bataillons 4 auf dem Truppenübungsplatz Münsingen ernannt. Im gleichen Jahr erhielt Oppenländer den Rang eines Oberstleutnants und drei Jahre später den eines Obersten.
Zur Zeit der Generalmobilmachung der Wehrmacht im Sommer 1939 erhielt Oppenländer den Befehl über das Infanterie-Regiment 460 und wurde im ersten Kriegsjahr an Stellungen an der Westfront entsandt. Im Frühjahr 1940 kämpfte sein Regiment im Divisionsverband der 260. Infanterie-Division in Frankreich. Im Oktober 1940 wechselte er in das Kommando des Infanterie-Regiments 420 der 125. Infanterie-Division. Mit diesem Verband nahm er im Frühjahr 1941 am Balkanfeldzug teil. Im Sommer 1941 wurde das Infanterie-Regiment 420 zusammen mit dem Divisionsverband der 125. Infanterie-Division nach Südrussland befohlen. Am 12. September 1941 wurde Oppenländer durch Granatsplitter schwer verwundet, konnte jedoch einige Zeit beim Regiment verbleiben. Am 1. Oktober 1941 erhielt er die Beförderung zum Generalmajor und wenig später wurde ihm die Anerkennungsurkunde des Oberbefehlshabers des Heeres verliehen. Aufgrund einer schweren Erkrankung musste er sein Kommando im Oktober 1941 an seinen Nachfolger abgeben und wurde ins Lazarett Freiburg verlegt. Nach seiner Entlassung wurde er in die Führerreserve versetzt. Für seine Tapferkeit in den Gefechten wurde ihm am 14. Januar 1942 nachträglich das Deutsche Kreuz in Gold verliehen.
Mitte April 1942 betraute man Oppenländer mit dem Kommando über die 305. Infanterie-Division. Chef des Stabes dieser Division war der aus Österreich stammende Ritterkreuzträger und spätere Widerstandskämpfer Oberst i. G. Heinrich Kodré. Mit dieser marschierte er an den Südabschnitt der Ostfront. Am 25. Juli 1942 wurde ihm das Ritterkreuz des Eisernen Kreuzes verliehen. Seine Division trat erst im Oktober 1942 in die Stalingradschlacht als frische Reserve ein und kämpfte schwerpunktmäßig im Raum Traktorenwerk und Geschützfabrik „Barrikaden“. Zum 1. November 1942 musste er wegen einer schweren Erkrankung sein Kommando abgeben und wurde in die „Führerreserve“ des Wehrkreises V versetzt. Nach einer anderen Version geriet Generalmajor Oppenländer mit Walther von Seydlitz-Kurzbach am 11. November 1942 aufgrund der schweren Verluste während der Operation Hubertus in einen massiven Konflikt. Oppenländer forderte die Operation sofort abzubrechen, was jedoch aufgrund des „Führerbefehls“ nicht mehr möglich war. Oppenländer wurde seines Kommandos enthoben und vom Chef des Stabes des VIII. Armeekorps Bernhard Steinmetz abgelöst.
Oppenländer erlebte die Einkesselung und Kapitulation der 6. Armee in Stalingrad nicht mehr, verschiedene Stationen führten ihn über das Reservelazarett Badenweiler und Freiburg. Am 1. August 1943 wurde er zum Generalleutnant befördert und zum Kommandanten  von Krakau ernannt. Im  Juni 1944 erhielt er das Kommando über die 198. Infanterie-Division, musste jedoch schon im August 1944 aufgrund von körperlicher und nervlicher Erschöpfung abgelöst und erneut in die Führerreserve versetzt werden. Dabei wurde er erneut im Reservelazarett Badenweiler behandelt. Im Herbst 1944 machte er durch eine Störung einer NSF-Veranstaltung im stark alkoholisierten Zustand auf sich aufmerksam und erhielt daraufhin ein Verfahren wegen Wehrkraftzersetzung, das  Mitte Februar 1945 jedoch eingestellt wurde. Anfang März 1945 verurteilte ihn Generalfeldmarschall Wilhelm Keitel zu 7 Tagen Stubenarrest. Zum 30. Juni 1945 sollte er ohne Uniformtrageerlaubnis aus dem Heer entlassen werden.
Kurz vor Ende des Zweiten Weltkriegs geriet er in US-amerikanische Kriegsgefangenschaft und verstarb dort.

## Auszeichnungen
- Eisernes Kreuz (1914) II. und I. Klasse[2]
- Verwundetenabzeichen (1918) in Silber[2]
- Ritterkreuz II. Klasse des Albrechts-Ordens mit Schwertern[2]
- Ritterkreuz des Württembergischen Militärverdienstordens[2]
- Spange zum Eisernen Kreuz II. und I. Klasse
- Anerkennungsurkunde des Oberbefehlshabers des Heeres am 4. Oktober 1941[3]
- Deutsches Kreuz in Gold am 14. Januar 1942[3]
- Ritterkreuz des Eisernen Kreuzes am 25. Juli 1942[3]